# Claude Cymerman
Claude Cymerman (2 octobre 1947) est un pianiste français.

## Biographie
Claude Cymerman naît à Metz, en Moselle le 2 octobre 1947. Il se destine très tôt à la musique et commence sa formation dans un conservatoire de province avant de la terminer au Conservatoire national supérieur de musique et de danse de Paris, où il étudie notamment avec Pierre Sancan. 
Après avoir remporté plusieurs compétitions nationales et internationales, dont le deuxième grand prix au Concours Marguerite Long-Jacques Thibaud, il continue ses études à l'université de l'Indiana avec György Sebök. Apprécié par le président Georges Pompidou, Cymerman entame une brillante carrière, comme récitaliste, chambriste, mais aussi soliste avec l'orchestre de Radio France, l’orchestre des Pays de la Loire, l’orchestre National d'Ile de France, l’orchestre Symphonique de Limoges, l’orchestre de Luxembourg, l’orchestre de San Francisco, ainsi que celui d’Indianapolis. Il est régulièrement invité à se produire et donner des masterclasses dans de grands festivals en France, Allemagne, Italie, Suède, au Japon et en Israël. Il est fréquemment invité à la radio nationale française et à la BBC. 
En 1982, il a accepté de jouer le compositeur Brahms pour un téléfilm français. Il a également joué avec le violoncelliste Gary Hoffman et le violoniste Federico Agostini, avec lesquels il a enregistré des œuvres d'Erich Korngold.

### Sources
- Ressource relative à la musique :   - MusicBrainz
- Notices d'autorité :   - VIAF
  - LCCN
  - WorldCat
- (en) Claude Cymerman sur depauw.edu